# ポリュカステー

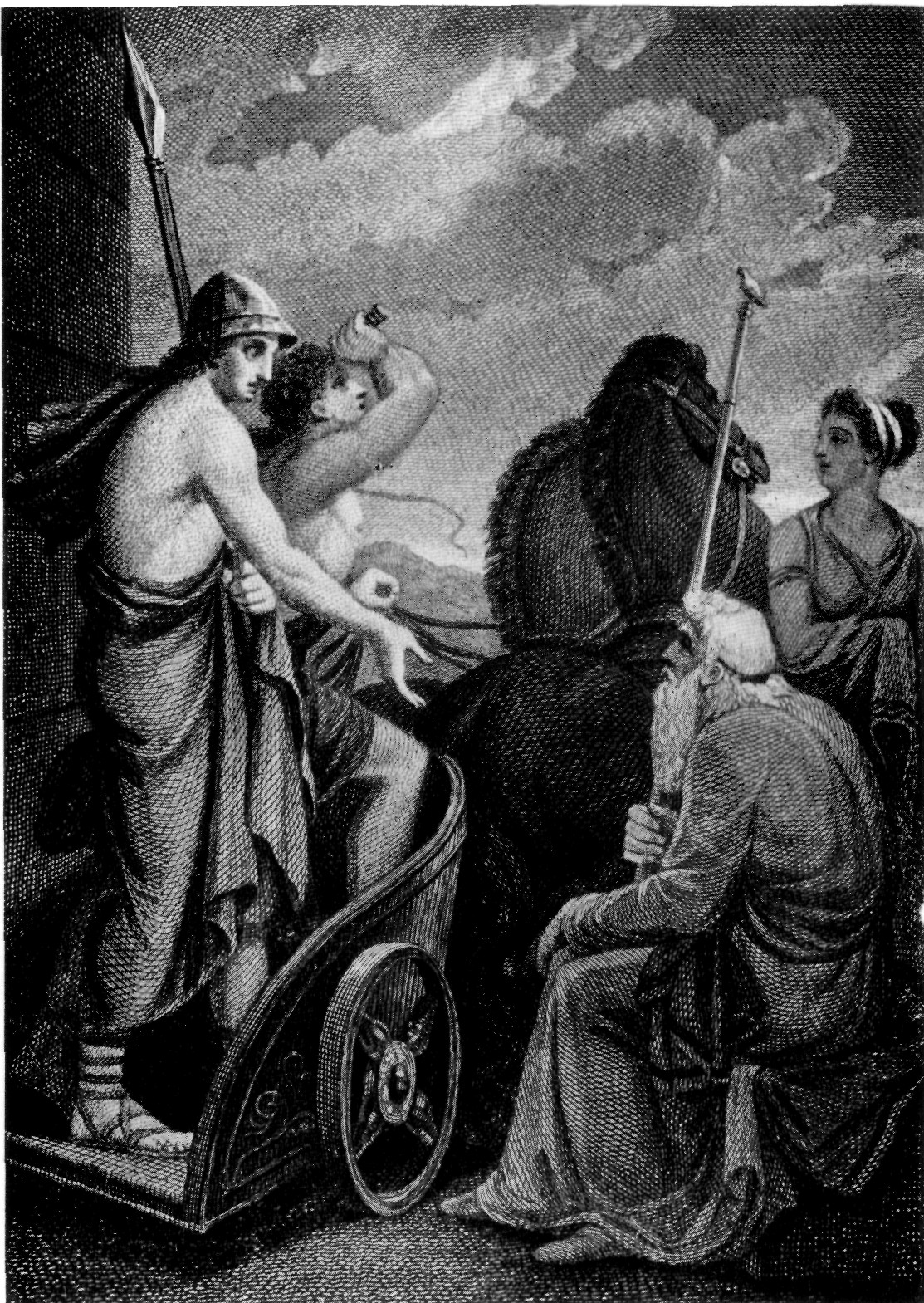
ヘンリー・ハワードの絵画『ネストルの王宮を発つテレマコス』。

ポリュカステー（古希: Πολυκάστη, Polykastē）は、ギリシア神話の女性である。長音を省略してポリュカステとも表記される。主に、
- リュガイオスの娘
- ネストールの娘

が知られている。以下に説明する。

## リュガイオスの娘
このポリュカステーは、アカルナーニアー地方の王リュガイオスの娘である。ストラボーンによると、スパルタから亡命してきたイーカリオスと結婚し、アリュゼウス、レウカディオス、ペーネロペーの母となった。

## ネストールの娘
このポリュカステーは、ピュロスの王ネストールの娘で、母親についてはクリュメノスの娘エウリュディケー、あるいはクラティエウスの娘アナクシビアーと言われている。
トロイア戦争で戦死したアンティロコスをはじめ、トラシュメーデース、ペイシストラトス、ストラティオス、エケプローン、ペルセウス、アレートス、姉妹のペイシディケーと兄弟。
ホメーロスの叙事詩『オデュッセイアー』によると、ネストールに会うためにピュロスを訪れたテーレマコスをもてなし、テーレマコスを入浴させた後、オリーブオイルをテーレマコスの肌に塗り、衣服を着せてやった。後代の伝承によると、ポリュカステーはテーレマコスと結婚し、ペルセポリスの母になったという。